# Sugiura Shigeo

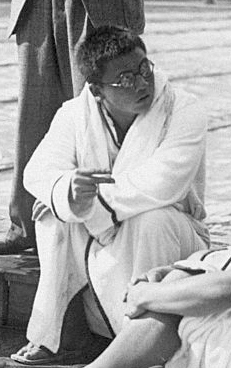
Sugiura Shigeo

Sugiura Shigeo (jap. 杉浦 重雄; * 10. Mai 1917 in der Präfektur Shizuoka; † 10. April 1988) war ein japanischer Schwimmer.
Zusammen mit Yusa Masanori, Shigeo Arai und Masaharu Taguchi wurde er bei den Olympischen Spielen 1936 in Berlin Olympiasieger mit der 4 × 200-m-Freistilstaffel.